# Long Zehuang
Long Zehuang (China, 28 de diciembre de 1996) es un jugador de snooker chino.

## Biografía
Nació en China en 1996. Es jugador profesional de snooker desde 2023. No se ha proclamado campeón de ningún torneo de ranking, y su mayor logro hasta la fecha fue alcanzar la segunda fase de la Championship League de 2023. Tampoco ha logrado hilar ninguna tacada máxima, y la más alta de su carrera está en 103.